# Rijksstad Ravensburg
De Rijksstad Ravensburg was een tot de Zwabische Kreits behorende rijksstad binnen het Heilige Roomse Rijk.
Welf IV bouwt omstreeks 1080 de burcht Ravensburg en verlegt zijn bestuurscentrum van Altdorf naar de burcht. Welf VI (overleden in 1191) verkoopt de burcht omstreeks 1175 aan de Hohenstaufen. Vervolgens wordt Ravensburg hun bestuurscentrum voor hun gebieden in Boven-Zwaben en na het uitsterven van deze dynastie de ambtszetel van de landvoogd in Boven-Zwaben.
Al voor 1152 moet er een voorstad met een markt bij de burcht zijn, die in dezelfde eeuw tot een stad uitgroeit. Na het uitsterven van de Hohenstaufen reichsunmittelbar wordt ze in 1278 een rijksstad genoemd. Voor 1546 wordt de reformatie ingevoerd, maar sinds 1648 is de stad biconfessioneel.
In de Reichsdeputationshauptschluss van 25 februari 1803 wordt in paragraaf 2 de inlijving bij het keurvorstendom Beieren vastgesteld. In het grensverdrag dat op 18 mei 1810 in Parijs tussen de koninkrijken Beieren en Württemberg wordt gesloten, valt de voormalige rijksstad toe aan Württemberg.

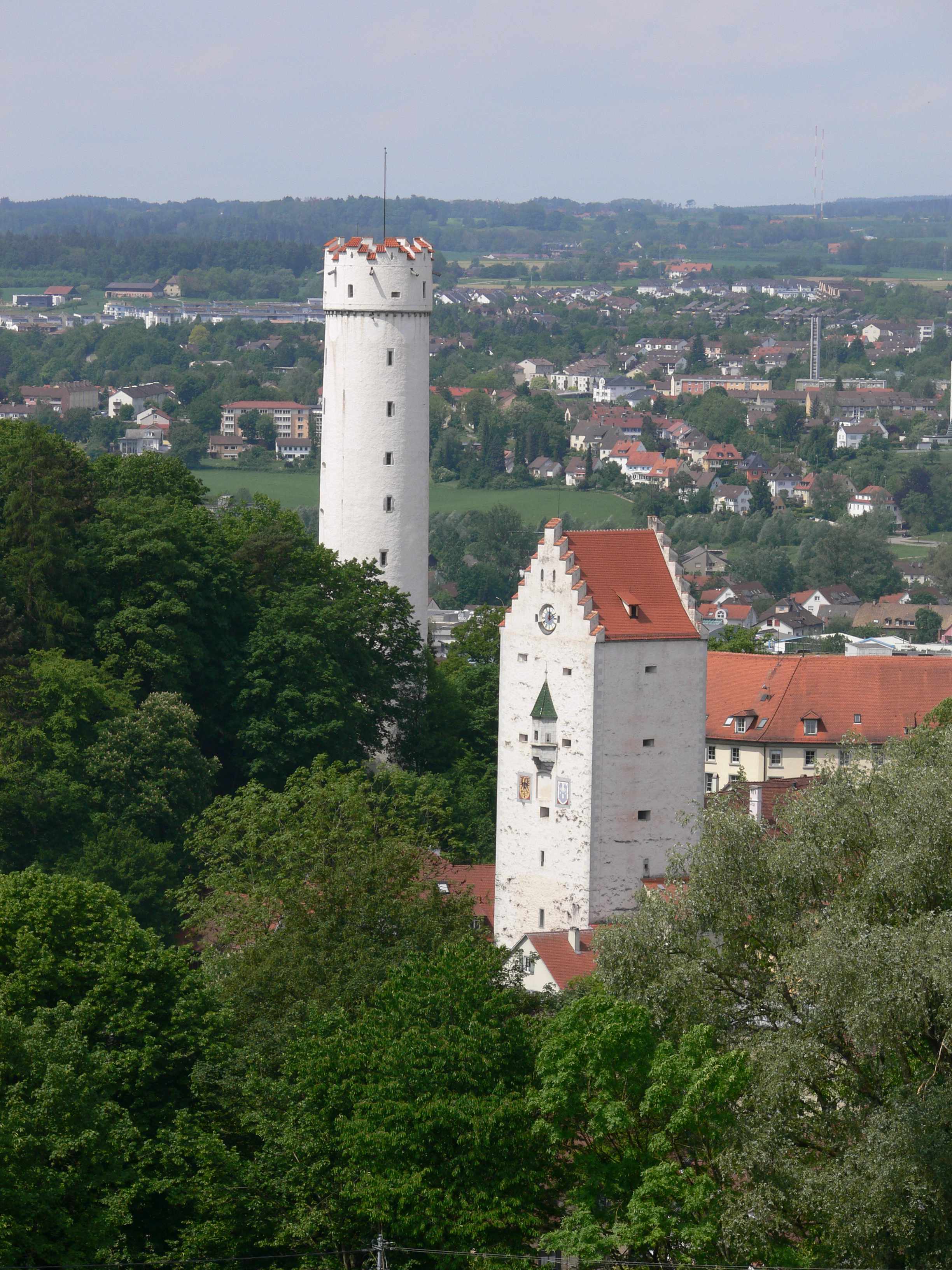
St.-Michaëlstoren[3], Bovenpoort

In de veertiende tot zestiende eeuw verwierf de rijksstad een territorium, dat bestond uit de heerlijkheden Wolpertswende-Hatzenturm, Schmalegg, Danketsweiler, Zußdorf en Bettenreute. Een groot deel moet verkocht worden na de verarming in de Dertigjarige Oorlog.
Een met de Hanze concurrerende handelscompagnie, de Magna Societas Alamannorum, Groot Handelsgenootschap van Ravensburg werd omstreeks 1380 door kooplieden van de families Humpis (uit Ravensburg), Mötteli (uit Buchhorn, het tegenwoordige Friedrichshafen) en Muntprat (uit Konstanz) opgericht. Deze groep behield macht en invloed tot in de 16e eeuw. Hun handelsconnecties reikten tot in de stad Brugge.
Ravensburg heeft een (vroeg-)industriële traditie, die teruggaat tot 1393, toen een van de zeer vele watermolens in de streek een van de eerste papiermakerswerkplaatsen van geheel Duitsland ging huisvesten.
In 1803 bestaat het gebied uit de Ambten Bavendorf, Bitzenhofen, Hinzistobel, Mochenwangen, Schmalegg, Winterbach en Wolpertswende.